# Institut für die Wissenschaften vom Menschen
L'Institut für die Wissenschaften vom Menschen (IWM, Istituto di Scienze Umane) è un istituto di studi avanzati nell'area delle scienze umane e sociali con sede a Vienna, Austria.

## Storia
Fondato nel 1982, l'Istituto promuove lo scambio e il dialogo a livello internazionale tra studiosi e intellettuali di varie discipline, società e culture, soprattutto dell'Europa orientale e occidentale, contribuendo a dibattiti su un'ampia gamma di questioni politiche, sociali, economiche e culturali.